# Collegio di Salford
Salford è un collegio elettorale inglese, situato nella Grande Manchester, rappresentato alla camera dei Comuni del parlamento del Regno Unito. Elegge un membro del parlamento con il sistema maggioritario a turno unico. Il collegio, dopo essere stato in vigore dal 1832 al 1885, e di nuovo dal 1997 al 2010, è stato re-istituito nel 2024 con la revisione dei collegi di Westminster, acquisendo parti di collegio di Salford and Eccles, abolito. L'attuale parlamentare è Rebecca Long-Bailey, eletta con il Partito Laburista nel 2024.

## Estensione
- 1832-1885: il collegio era costituito dalle città di Broughton, Pendleton e Salford, con parte della città di Pendlebury. I confini esatti furono descritti nel Parliamentary Boundaries Act 1832:[1]

Nel 1883 la porzione distaccata di Pendlebury fu assorbita da Pendleton.
- 1997-2010: il collegio fu re-istituito per le elezioni del 1997; i confini furono definiti tramite il Parliamentary Constituencies (England) Order 1995, e consisteva di otto ward della città di Salford: Blackfriars, Broughton, Claremont, Kersal, Langworthy, Ordsall, Pendleton e Weaste and Seedley.[2] Nel 2010 il collegio fu abolito, e la sua area redistribuita tra i collegi di Blackley and Broughton, Salford and Eccles e Worsley and Eccles South.
- dal 2024: il collegio comprende i seguenti ward della città di Salford: Blackfriars and Trinity, Broughton, Claremont, Ordsall, Pendlebury and Clifton, Pendleton and Charlestown, Quays, Swinton Park e Weaste and Seedle.

## Membri del parlamento
| Elezione | Elezione      | Deputato                             | Partito                              |
| -------- | ------------- | ------------------------------------ | ------------------------------------ |
|          | 1832          | Joseph Brotherton                    | Radicale                             |
|          | 1857 (S)      | Edward Ryley Langworthy              | Whig indipendente                    |
|          | 1857          | William Nathaniel Massey             | Radicale                             |
|          | 1859          | William Nathaniel Massey             | Liberale                             |
| 1865     | John Cheetham |                                      | Liberale                             |
|          | 1868          | Rappresentanza aumentata a due seggi | Rappresentanza aumentata a due seggi |

| Elezione | 1° membro                        | 1° membro                        | 1° partito                       | 2° membro                        | 2° membro                        | 2° partito                       |
| -------- | -------------------------------- | -------------------------------- | -------------------------------- | -------------------------------- | -------------------------------- | -------------------------------- |
| 1868     |                                  | Charles Edward Cawley            | Conservatore                     |                                  | William Thomas Charley           | Conservatore                     |
| 1877 (S) | Oliver Ormerod Walker            |                                  | Conservatore                     |                                  | William Thomas Charley           | Conservatore                     |
| 1880     |                                  | Benjamin Armitage                | Liberale                         |                                  | Arthur Arnold                    | Liberale                         |
| 1885     | Collegio abolito e diviso in sei | Collegio abolito e diviso in sei | Collegio abolito e diviso in sei | Collegio abolito e diviso in sei | Collegio abolito e diviso in sei | Collegio abolito e diviso in sei |

| Elezione | Elezione | Deputato              | Partito               |
| -------- | -------- | --------------------- | --------------------- |
|          | 1997     | Hazel Blears          | Laburista             |
|          | 2010     | Collegio abolito      | Collegio abolito      |
|          | 2024     | Collegio re-istituito | Collegio re-istituito |
|          | 2024     | Rebecca Long-Bailey   | Laburista             |
|          | Lug 2024 | Rebecca Long-Bailey   | Indipendente          |
|          | Feb 2025 | Rebecca Long-Bailey   | Laburista             |

## Risultati elettorali

### Elezioni negli anni 2020
| Partito                    | Partito                                      | Candidato                  | Risultati 4 luglio 2024 | Risultati 4 luglio 2024 |
| Partito                    | Partito                                      | Candidato                  | Voti                    | %                       |
| -------------------------- | -------------------------------------------- | -------------------------- | ----------------------- | ----------------------- |
|                            | Laburista                                    | Rebecca Long-Bailey        | 21 132                  | 53,22                   |
|                            | Reform UK                                    | Craig Birtwhistle          | 6 031                   | 15,19                   |
|                            | Verde                                        | Wendy Olsen                | 5 188                   | 13,07                   |
|                            | Conservatore                                 | Hilary Scott               | 3 583                   | 9,02                    |
|                            | Lib Dem                                      | Jake Austin                | 2 752                   | 6,93                    |
|                            | Workers                                      | Faisal Kabir               | 791                     | 1,99                    |
|                            | SDP                                          | Stephen Lewthwaite         | 227                     | 0,57                    |
|                            |                                              |                            |                         |                         |
| Iscritti                   | Iscritti                                     | Iscritti                   | 83 633                  | 100,00                  |
| ↳ Votanti (% su iscritti)  | ↳ Votanti (% su iscritti)                    | ↳ Votanti (% su iscritti)  | 39 889                  | 47,70                   |
| ↳ Astenuti (% su iscritti) | ↳ Astenuti (% su iscritti)                   | ↳ Astenuti (% su iscritti) | 43 744                  | 52,30                   |
|                            |                                              |                            |                         |                         |
|                            | Esito: collegio a Laburista (nuovo collegio) |                            |                         |                         |